# اشتادلرن
اشتادلرن (به آلمانی: Stadlern) یک شهر در آلمان است که در بایرن واقع شده‌است.

## خصوصیات
اشتادلرن ۱۰٫۵۵ کیلومترمربع مساحت دارد ۷۰۸ متر بالاتر از سطح دریا واقع شده‌است.